# Val-d'Arc
Val-d'Arc (letteralmente: «valle dell'Arc») è un comune francese del dipartimento della Savoia, nell'Alvernia-Rodano-Alpi.
Non esiste alcun centro abitato con tale denominazione: si tratta pertanto di un comune sparso.

## Storia
Il comune di Porte-de-Savoie venne creato il 1º gennaio 2019 dalla fusione dei comuni di Aiguebelle e Randens.